# Губер, Константин Петрович
Константин Петрович Губер (1854—1916) — генерал-лейтенант Русской армии, главный полевой интендант во время Русско-японской войны 1904—1905 годов.

## Биография
Константин Губер родился 24 июля 1854 года; сын австрийского подданного, переселившегося в Россию при императоре Николае I.
В военную службу вступил в 1870 году по окончании Елисаветградской военной прогимназии в 56-й Житомирский пехотный полк унтер-офицером из вольноопределяющихся и, по окончании курса Киевского пехотного юнкерского училища по 1-му разряду, 7 сентября 1875 года был произведён в прапорщики.
Обратив на себя тогда же внимание генерала П. С. Ванновского (в то время начальника (командира) 33-й пехотной дивизии, а позже военного министра), Губер был принят в русское подданство и назначен исправляющим должность старшего адъютанта штаба этой дивизии, где оставался до 1888 года, участвуя со своей дивизией в Русско-турецкой войне 1877—78 гг.
В 1888 году Константин Петрович Губер был переведён командованием на должность чиновника особых поручений в главное интендантское управление, а в 1890 году назначен делопроизводителем военно-областного совета Закаспийской области.
В 1893 году Губер был назначен на должность правителя канцелярии начальника области, а в 1898 году — помощником Одесского окружного интенданта.
В мае 1901 года полковник Губер был назначен Приамурским окружным интендантом. Прибыв к месту службы, Губер тотчас же приступил к сокращению расходов на содержание войск в Маньчжурии. Путем систематических распоряжений по этой части были достигнуты столь значительные результаты, что содержание их в 1902 году обошлось на 1 700 000 рублей дешевле, чем по ценам 1901 года. Заслугой Губера на этой должности следует признать организацию поставки провианта и фуража непосредственно от населения и прекращение доставки на Дальний Восток провианта и фуража из Европейской России, что стоило очень дорого и нередко сопровождалось порчей продуктов за время транспортировки.
Незадолго до войны с Японией Губер был назначен Кавказским окружным интендантом, но 8 февраля 1904 года получил предложение занять должность главного полевого интенданта Маньчжурской армии. Два года пробыл Губер в Маньчжурии, стоя во главе интендантской части. Для беспристрастного исследования деятельности нашего интендантства Губер издал брошюру, составленную по официальным источникам, под заглавием: «Расходы на продовольствие Манчжурских армий в 1904—05 гг.». Из этой брошюры видно, что заготовление провианта и фуража, при том всегда в достаточном количестве, производилось по таким умеренным ценам, что если бы войска, находившиеся в Маньчжурии, оставались во внутренних округах, то продовольствие их обошлось бы дороже на 7 769 000 рублей. А так как всякое скопление войск обычно влечёт за собою значительное повышение цен, то, несомненно, эти цены внутри империи пошли бы на повышение. Отличная постановка Губером дела продовольствия войск в Маньчжурии подтверждается и отличным санитарным состоянием их не только по сравнению с опытом русско-турецкой войны 1877—1878 годов, но и с заболеваемостью в войсках внутри Российской империи за те же 1904—1905 годы. По мнению многих современников и историков (например, А. М. Зайончковского), продовольственное и вещевое снабжение действующей армии в этой войне было организовано на высоком уровне.
После Японской войны Константин Петрович был назначен помощником главного интенданта, а в 1911 году вышел в отставку.
Константин Петрович Губер умер 16 февраля 1916 года в городе Петрограде.
За участие в двух войнах К. П. Губер получил боевые награды: в 1877 году — орден Святой Анны 4 степени с надписью: «За храбрость» и чин поручика, а в последнюю свою войну орден Святого Станислава 1 степени с мечами, орден Святой Анны 1 степени с мечами и орден Святого Владимира 2 степени.